# Babylone (émission de télévision)
Pour les articles homonymes, voir Babylone (homonymie).
Babylone est une émission de télévision française, de 30 minutes, créée et présentée par Numa Roda-Gil et diffusée dans Youpi ! L'école est finie du 4 avril 1991 au 3 juillet 1991 sur La Cinq.